# 윈도우 11 에디션
윈도우 11 에디션은 총 6개가 있다.

## 에디션
윈도우 11 홈 (Windows 11 Home)
일반 가정용으로 출시된 에디션이다. 윈도우 11 에디션들 중 가장 낮은 수준의 에디션이다. 윈도우 7의 홈 프리미엄 에디션과 동일하다.
윈도우 11 프로 (Windows 11 Pro)
홈 버전에 비해 공유와 관련된 기능이 많으며, 일부 기업용 기능을 제공한다. 윈도우 11 홈과 달리 Hyper-V, BitLocker 등 많은 기능들이 있다. 윈도우 7의 프로페셔널, 얼티밋 에디션과 동일하다. 그리고, 홈 버전에서 업데이트를 할 수 있다.
윈도우 11 프로 for 워크스테이션 (Windows 11 Pro for Workstation)
윈도우 11 프로의 비즈니스용 에디션이다. 비즈니스에 사용한다면 윈도우 11 프로 for 워크스테이션을 추천한다.
윈도우 11 엔터프라이즈 (Windows 11 Enterprise)
Long Term Servicing Branch 업그레이드 정책을 제공한다. 이 정책은 기업에서 운영체제가 문제를 일으키지 않는다는 보장이 필요하기 때문에, 안정성이 확보된 버전을 계속해서 사용할 수 있도록 해준다.
윈도우 11 에듀케이션 (Windows 11 Education)
엔터프라이즈 버전의 Long Term Servicing Branch 기능을 제외하면 모두 동일한 기능을 갖고 있다.
윈도우 11 프로 에듀케이션 (Windows 11 Pro Education)
윈도우 11의 교육기관용 에디션에 아카데믹 볼륨 라이선스를 통해 이용할 수 있는 에디션이다.
윈도우 11 S 모드 (Windows 11 S Mode)
마이크로소프트 엣지 브라우저만 사용 가능하며 프로그램 설치는 마이크로소프트 스토어에서만 가능하다. 마이크로소프트 스토어에서 S 모드에서 홈 모드로 전환이 가능하다. 단, S 모드로 다시 되돌릴 수는 없다.

## 에디션별 기능
| 기능          | Home   | Pro | Pro for Workstation | Pro Education | Education | Enterprise |
| ------------- | ------ | --- | ------------------- | ------------- | --------- | ---------- |
| Edge          | 예     | 예  | 예                  | 예            | 예        | 예         |
| 최신버전      | 예     | 예  | 예                  | 예            | 예        | 예         |
| 원격 데스크톱 | 아니요 | 예  | 예                  | 예            | 예        | 예         |